# Festus Mogae
Festus Gontebanye Mogae (1939. augusztus 21. –) Botswana elnöke. 1998-ban követte ezen a poszton Quett Masiret. 2004 októberében ismét megválasztották ugyanerre a posztra. Anyanyelve a setswana.
Mogave közgazdaságtant tanult az Egyesült Királyság egyetemein. Először a Sussexi Egyetemen, majd az Oxfordi Egyetemen. Ezt követően visszatért Botswanába, majd a Nemzetközi Valutaalapnál, majd a Botswanai Nemzeti Banknál dolgozott. 1992 és 1998 között Botswana alelnöke volt.
Újraválasztása előtt Mogae megígérte, hogy visszaszorítja a szegénységet és a munkanélküliséget, ugyanúgy, ahogy megállítja a HIV-AIDS terjedését, ami állítása szerint Botswanában 2016-ra fog megállni.
2007. július 14-én bejelentette, hogy kilenc hónappal később lemond elnöki mandátumáról, és a pozíciót utána alelnöke, Seretse Ian Khama fogja betölteni. Ez meg is történt: 2008. április 1-jén átadta helyét Seretse Ian Khama-nak. Előtte még március 20-án átvette a Becsületrend nagykeresztjét Nicolas Sarkozy francia elnöktől.